# Ричард Рейнольдс (футболіст)
Ричард Людвіг Рейнольдс (англ. Richard Ludwig Reynolds; нар. 13 липня 1980, Провіденс, Гаяна) — гаянський футболіст, воротар «Форт Роад».

## Клубна кар'єра
У 21-річному віці дебютував за «Кемптаун» з Джорджтауна. Завдяки вдалій грі на батьківщині у 2004 році переїхав до тринідадського «Норт-Іст Старз». Виступав у чемпіонаті Тринідада і Тобаго протягом 5 років, де також захищав кольори «Каледонії АІА» (2007) та «Тобаго Юнайтед» (2008), але в 2010 році повернувся на батьківщину, де грав за «Беквелл Топ XX». З 2011 року виступав за «Альфа Юнайтед».

## Кар'єра в збірній
У футболці національної збірної Гаяни дебютував 27 липня 2006 року в товариському матчі проти Сент-Люсії. Демонстрував непогану форму, протягом 6 матчів відстояв «на нуль». Учасник кваліфікаційних турнірів до чемпіонату світу 2010 та 2014 років, а також до Карибського кубку.